# 8760 Crex
8760 Crex è un asteroide della fascia principale. Scoperto nel 1971, presenta un'orbita caratterizzata da un semiasse maggiore pari a 3,0840036 UA e da un'eccentricità di 0,0570105, inclinata di 1,66008° rispetto all'eclittica.